# Hsiao Po-yuan
Hsiao Po-yuan (im englischen Sprachraum auch Bryant Hsiao; * 26. April 1993 in Taipeh) ist ein taiwanischer Eishockeyspieler, der seit Anfang 2023 beim Lerums BK in der viertklassigen schwedischen Hockeytvåan unter Vertrag steht. Seine beiden Brüder Po-yun und Po-yu sind ebenfalls taiwanische Nationalspieler.

## Karriere
Hsiao Po-yuan begann seine Karriere als Eishockeyspieler in der Jugendabteilung des Klubs Silver Monster in Taipeh. Ab 2009 spielte er für den Klub in der Chinese Taipei Ice Hockey League. Seit 2022 spielt er in Schweden, wo er zunächst beim Hofors HC und seit Anfang 2023 beim Lerums BK jeweils in der viertklassigen schwedischen Hockeytvåan spielt.

### International
Im Juniorenbereich spielte Hsiao für Taiwan bei den U18-Weltmeisterschaften 2009, 2010, und 2011 sowie bei der U20-Weltmeisterschaft 201 jeweils in der Division III. Außerdem stand er beim IIHF U20 Challenge Cup of Asia 2012 auf dem Eis.
Mit der taiwanischen Herren-Auswahl nahm Hsiao zunächst am IIHF Challenge Cup of Asia 2014, den er mit der Mannschaft gewinnen konnte, teil. Es folgten die Teilnahmen an den Weltmeisterschaften der Division III 2018, 2019 und 2022. Zudem vertrat er Taiwan bei der Olympiaqualifikation für die Winterspiele in Peking 2022.

## Erfolge und Auszeichnungen
- 2014 Gewinn des IIHF Challenge Cup of Asia